# Пловка кашикара
Пловка кашикара (лат. Anas clypeata) обична је и широко распрострањена врста патке. Гнезди се у северним деловима Европе и Азије и широм Северне Америке, а зиму проводи у јужној Европи, Африци, Индијском потконтиненту, Југоисточној Азији, Централној и Јужној Америци. Ретко се среће у Аустралији. У Северној Америци се гнезди око јужне и западне обале Хадсовог залива, на југу до Великих језера, на западу до Колорада, Неваде и Орегона.
Пловка кашикара је врста која је обухваћена Споразумом о заштити афричко-азијских миграторних птица мочварица (AEWA). Конзервациони статус врсте на глобалном нивоу је најмање забрињавајући.

## Таксономија
Ова врста је први пут формално описана од стране шведског природописца Карла Линеа 1758. године у његовом 10. издању Система природе, Systema Naturae. Он је први употребио биномијално име за ову врсту — Anas clypeata. У молекуларно-филогенетичким компаративним анализама митохондријалних ДНК-а секвенци, публикованих 2009, пронађено је да је род Anas немонофилетског порекла. Род је последично био подељен на 4 рода у оквиру 10 врста. Пловка кашикара је премештена из дотадашњег рода Anas у нови род Spatula. Овај род је оригинално био предложен за ову врсту од стране немачког зоолога Фридриха Бојла још 1822. године. Име Spatula је латинског порекла и значи "кашика" или "спатула". Специјски епитет долази од латинске речи clypeata, "штитоноша" (од clypeus, што значи "штит").
Не постоје подврсте у оквиру ове врсте данас. Фосилни остаци сличних врста нађени су у раним плеистоценским наслагама у Дурсунлу у Турској. Не постоји начин да се докаже веза између ових птица и данашње кашикаре, иако је сличност морфолошких карактера велика. Разлике које се уочавају су можда узроковане тиме да су врсте биле сродне или део палеоподврста или је разлог постојања разлике индивидуална варијабилност која одликује све рецентне животиње.

## Опис
Врсту је немогуће помешати са осталим паткама због препознатљивог, кашикастог кљуна. Мужјак у сезони гнежђења има иридесцентну тамнозелену главу, беле груди и кестењастобраон обојен стомак и бокове. У лету се, по отварању крила, уочава светлоплави рамени појас, одвојено од зелених секундарних летних пера белом ивицом од покрова летних пера. У рано пролеће, мужјацима се појављује полумесечаста шара са обе стране лица. За време негнездећег периода мужјак подсећа на женку (еклипсна форма).
Женка је обојена као и остале женке патака, мада је најсличнија женкама глувара, али оно што је упечатљиво је кашикасти велики кљун. Женкама је предња страна крила, оно што је код мужјака плаво обојено, обојена сиво.
Ово је 48 центиметара дугачка птица, са распоном крила од 76 центиметара и масом од око 600 грама.

## Понашање
Кашикара се храни брботањем у потрази за биљном храном, слично осталим неронећим врстама патака. Она употребљава свој високоспецијализовани кљун за претраживање воде и воденог дна у потрази за бескичмењацима. Њен широко спљоштени кљун је опремљен малим рожним ламелама, чешљоликим структурама на ивици кљуна која служе као сита да процеди воду и биљни материјал и омогући птици да сакупи ракове и планктонске организме. Ова адаптација је предност у односу на кљунове других патака, па ова врсте током већег дела године нема конкуренте за храну. Омиљена станишта су места са муљевитом подлогом, богата бескичмењацима.
Кашикара више воли да се гнезди на травнатим површинама далеко од отворене воде. Њено гнездо је плитка рупа на тлу, обложена биљним материјалом и паперјем. Женка обично полеже око девет јаја. Мужјаци су веома територијални током сезоне парења и одгоја младих, бранећи своју територију од конкурентских мужјака. Мужјаци могу имати јако сложене и захтевне чинове удварања, како на води, тако и у ваздуху. Није чудно да велики број мужјака буде око једне женке. Без обриза на њихову јачу грађу, кашикари су спретни летачи.
Ово је доста тиха врста. Мужјаци имају дубоко клепетасто оглашавање, док се женке оглашавају слично гакању женки глуваре.

## Станиште и распострањење
Птица отворених влажних површина, као што су влашна травната станишта или мочваре са емерзном вегетацијом. Гнезди се широм Евроазије, западне Северне Америке и око Великих језера у САД.
Зиму проводи у јужној Европи, Африци, Индијском потконтиненту, северној Јужној Америци, Малајском архипелагу, Јапану, Бразилу и другим областима. Ове које зимију на индијском потконтиненту се одмарају на водоплавним ливадама Хималаја пре него што наставе пут даље до топлих региона. 
Изразито је миграторна врста и зимује доста јужније од свог арела гнежђења. Јако ретко се среће као луталица у Аустралији, Новом Зеланду и јужној Африци. Није друштвена врста, па образује мања јата него остале врсте сродних патака. Популације су стаблине од 1960-их и процењена бројност на глобалном нивоу је око 5 милиона птица (2015).

## Галерија
- Пар
- Мужјак
- Мужјак
- Женка
- Пар кашикара
- Композиција из водича за идентификацију